# 2017년 상트페테르부르크 지하철 폭탄 테러

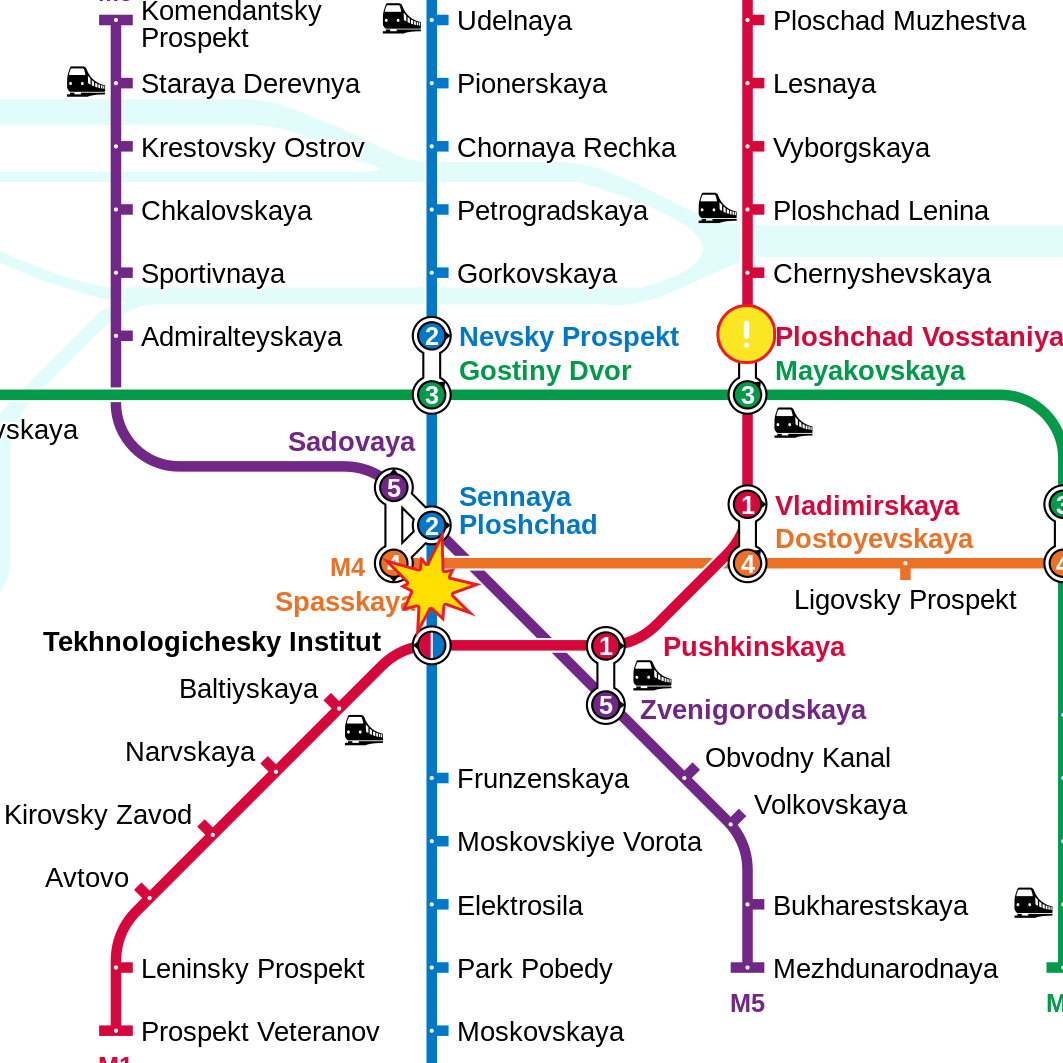
폭발이 일어난 지하철역 2곳

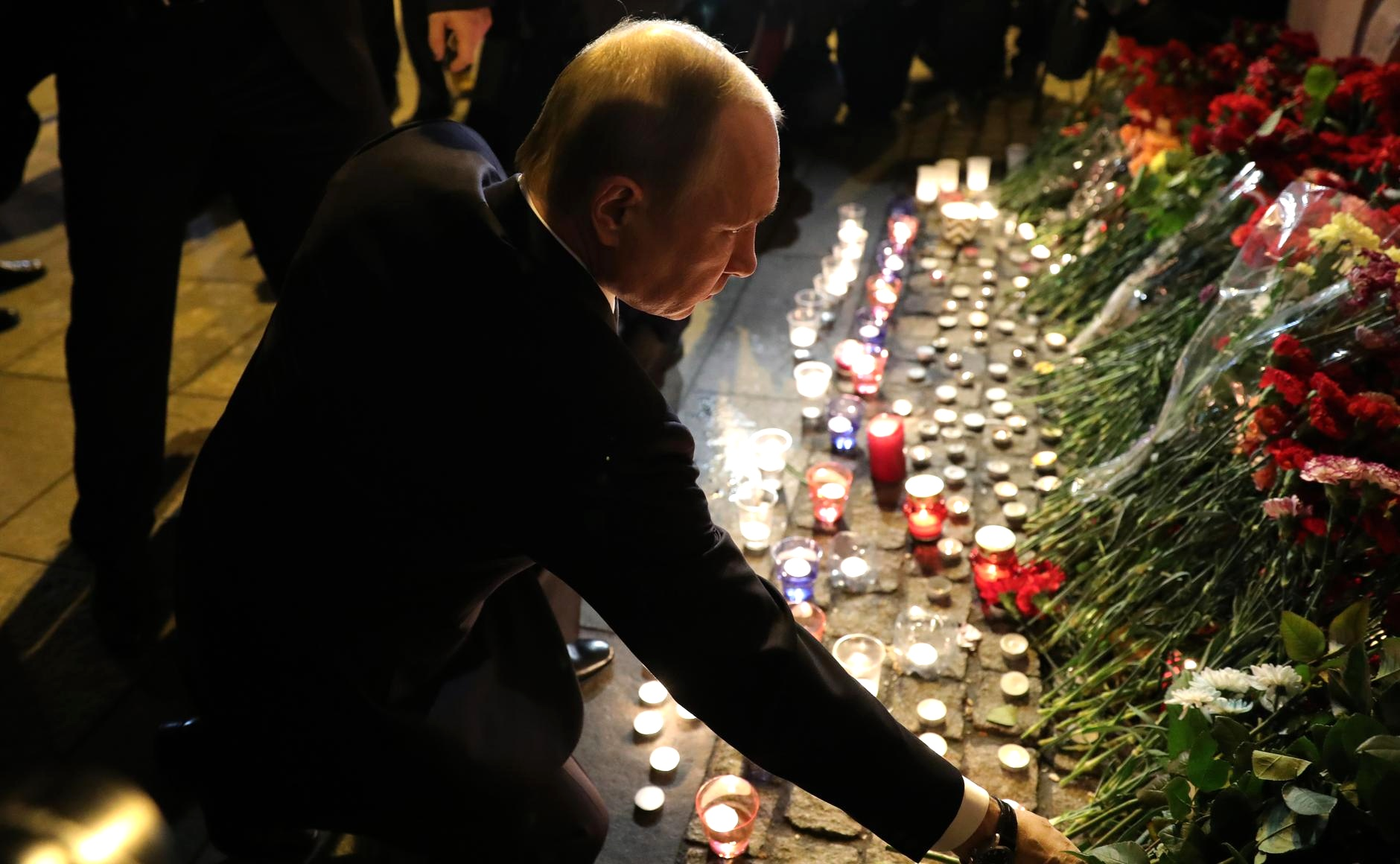
지하철역에 마련된 테러 희생자 추모 장소에 헌화하는 블라디미르 푸틴 러시아 대통령

2017년 4월 3일, 러시아 상트페테르부르크 지하철에서 폭발이 발생해 최소 14명이 사망하였다. 현지 언론에 의하면, 전철역 2곳에서 폭발이 일어나 최소 14명이 숨졌고, 64명이 부상을 당했다고 알려졌다. 당국은 해당 전철역을 폐쇄조치 하였으며, 폭발사고가 테러로 추정된다고 밝혔다.
상트페테르부르크 지부 내 소식통은 테러범들이 테러에 최대한 적합한 시간대를 선택했다고 Russia포커스 인터뷰에서 지적했다. 그는 "사고 당시 지하철 내에는 사람이 많았지만, 객차가 꽉 차는 시간대는 아니었다. 객차 안에 사람이 너무 많으면 폭발물 부근의 몇 명이 폭탄의 위력과 파편을 온몸으로 받게 됨으로써 희생자 수는 오히려 줄어들기 때문"이라고 설명했다.
조사 결과, 지하철 테러의 폭발물이 철제, 유리 파편으로 가득 찬 소화기와 쇠구슬을 잔뜩 담은 사제폭탄 가방이었다는 것이 밝혀졌다. 전방위로 날아든 파편 때문에 전철에 탑승한 수십 명이 죽거나 다쳤고 전철 유리창이 깨지고 출입문도 찌그러졌다.